# پائولا سلینگ
پائولا سلینگ (به انگلیسی: Paula Seling) (زاده ۲۵ دسامبر ۱۹۷۸) خوانندهٔ رومانیایی است.
او در مسابقه آواز یوروویژن ۲۰۱۰ و مسابقه آواز یوروویژن ۲۰۱۴ به همراه اویدیو سرانتانو نماینده رومانی بود.